# Doris Blackburn
Doris Amelia Blackburn (Hawthorn, 18 settembre 1889 – Coburg, 12 dicembre 1970) è stata una politica, attivista e pacifista australiana.
È stata membro della Camera dei Rappresentanti dal 1946 al 1949, la seconda donna dopo Enid Lyons. Blackburn era un'importante socialista e originariamente membro del Partito Laburista. Era sposata con Maurice Blackburn, un deputato laburista, ma lui venne espulso dal partito nel 1937 e lei si dimise dal partito per solidarietà. Il marito morì nel 1944 e lei fu eletta nel suo vecchio seggio alle elezioni federali del 1946, prima donna eletta in parlamento come indipendente. Tuttavia, Blackburn rimase in carica per un solo mandato prima di essere sconfitta. In seguito fu presidente della Lega internazionale delle donne per la pace e la libertà.

## I primi anni
Nata a Hawthorn, nei pressi di Melbourne, da Lebbeus Hordern, agente immobiliare, e da sua moglie Louisa Dewson (nata Smith), Doris Hordern si impegnò fin da giovane per i diritti delle donne e per la pace e fu la segretaria della campagna elettorale di Vida Goldstein, la prima donna a candidarsi al Parlamento federale in Australia. Il 10 dicembre 1914 sposò a Melbourne Maurice Blackburn, un altro socialista appassionato e trascorse la luna di miele organizzando campagne contro la guerra e la coscrizione.

## Politica
Mentre suo marito fu in diverse occasioni membro del Partito Laburista Australiano (ALP) dei parlamenti vittoriani e federali, Blackburn continuò a occuparsi di questioni sociali, alcune delle quali la portarono in conflitto con il Partito Laburista (di cui anche lei era membro) e, in seguito all'espulsione di Maurice dal partito nel 1937, si dimise dall'ALP. Suo marito continuò a sedere in parlamento come indipendente, ma alle elezioni federali del 1943 perse il seggio a favore del candidato ufficiale laburista e morì l'anno successivo.

## Parlamento
Delusa dal trattamento riservato dai laburisti al marito, Blackburn si presentò alle elezioni del 1946 come candidata laburista indipendente per il vecchio seggio di Bourke del marito e vincendole divenne la seconda donna ad essere eletta alla Camera dei rappresentanti australiana.
In parlamento Blackburn, che condivideva i banchi con l'ex deputato laburista Jack Lang, sostenne questioni simili a quelle del defunto marito, ottenendo notorietà a livello nazionale nel 1947 come unica deputata a votare contro la legge sull'energia atomica (Atomic Energy Bill). Fu presidente nazionale del Consiglio per le libertà civili. In seguito a una ridistribuzione elettorale, il suo seggio di Bourke fu abolito e alle elezioni del 1949 si candidò al nuovo seggio di Wills. In una competizione con i partiti laburista e liberale si classificò terza con il 20%. Alle elezioni del 1951, sempre a Wills, si classificò nuovamente terza con il 17% dei voti. In entrambi i casi il seggio fu vinto in maniera convincente dai laburisti.

## Affiliazioni
Nel settembre 1949, Blackburn fu membro fondatore del Consiglio australiano per la pace.
In seguito Blackburn rimase attiva in ambito sociale, ricoprendo la carica di presidente della Lega internazionale delle donne per la pace e la libertà. Rendendosi conto dei problemi degli aborigeni, in seguito a una visita al Woomera Rocket Range, co-fondò, insieme a Douglas Nicholls, la Lega per il progresso degli aborigeni e il Consiglio federale per il progresso degli aborigeni.

## Morte
Blackburn morì il 12 dicembre 1970 a Coburg, Victoria, all'età di 81 anni. Ebbe due figli e due figlie, una delle quali morì prima di lei.